# メレム・アナ
メレム・アナ（Melem-ana）は、古代メソポタミア、ウルク第1王朝の王。
ウルク第1王朝の11代目のルガルであるが詳細は不明。
シュメール王名表では、メシュ・ヘの後に6年統治し紀元前2552年に没したとされ、ルガル・キトゥンが後を継いだかどうかは定かではない。